# Neocoleoïdeus
Els neocoleoïdeus (Neocoleoidea) són un gran grup de mol·luscs cefalòpodes de la subclasse Coleoidea, que inclou els populars calamars, pops i sípies. Les espècies d’aquest grup existeixen en tots els principals hàbitats oceànics, tant a les regions àrtiques com antàrtiques, i des de zones intermareals fins a grans profunditats.
Tot i que tradicionalment s'ha considera un grup monofilètic, germà dels Belemnoidea, l’únic caràcter morfològic del grup és la presència de ventoses. Però la presència de ventoses també en els belemnits suggereix que Neocoleoidea pot ser parafilètic.

## Taxonomia
La cohort Neocoleoidea inclou 819 espècies en dos superordres:
- Ordre ?Boletzkyida †

Superordre Decapodiformes
- Ordre Bathyteuthida
- Ordre Idiosepida
- Ordre Myopsida (abans subordre de Teuthida)
- Ordre Oegopsida (abans subordre de Teuthida)
- Ordre Sepiida (incloent-hi Sepiolida)
- Ordre Spirulida
- Ordre Teuthida* (possiblement parafilètic)

Superordre Octopodiformes
- Ordre Octopoda - pops
- Ordre Vampyromorphida - calamars vampir